# Ikasuri-jinja
Le sanctuaire Ikasuri (坐摩神社, Ikasuri jinja, également connu sous le nom de Zama jinja) est un important sanctuaire shinto situé dans l'arrondissement Chūō-ku d'Osaka, au Japon. Son festival annuel est le 22 avril. Dans le système moderne de classement des sanctuaires shinto, il s'agissait d'un sanctuaire impérial de second rang ou kanpei-chūsha (官幣中社). C'était aussi l'Ichi-no-miya de l'ancienne province de Settsu. Il honore cinq kami appelés Ikasuri no kami ou Zama no kami : Ikui no kami (生井神), Sakui no kami (福井神), Tsunagai no kami (綱長井神), Hahiki no kami (波比祇神) et Asuha no kami (阿須波神).
Le sanctuaire est mentionné dans le Man'yōshū, comme lieu de prières avant un voyage.